# Лобженица
Лобженица (пол. Łobżenica, нем. Lobsens)  —  город  в Польше, входит в Великопольское воеводство,  Пилский повят.  Имеет статус городско-сельской гмины. Занимает площадь 3,25 км². Население 3211 человек (на 2004 год).